# St Andrew’s in the Square

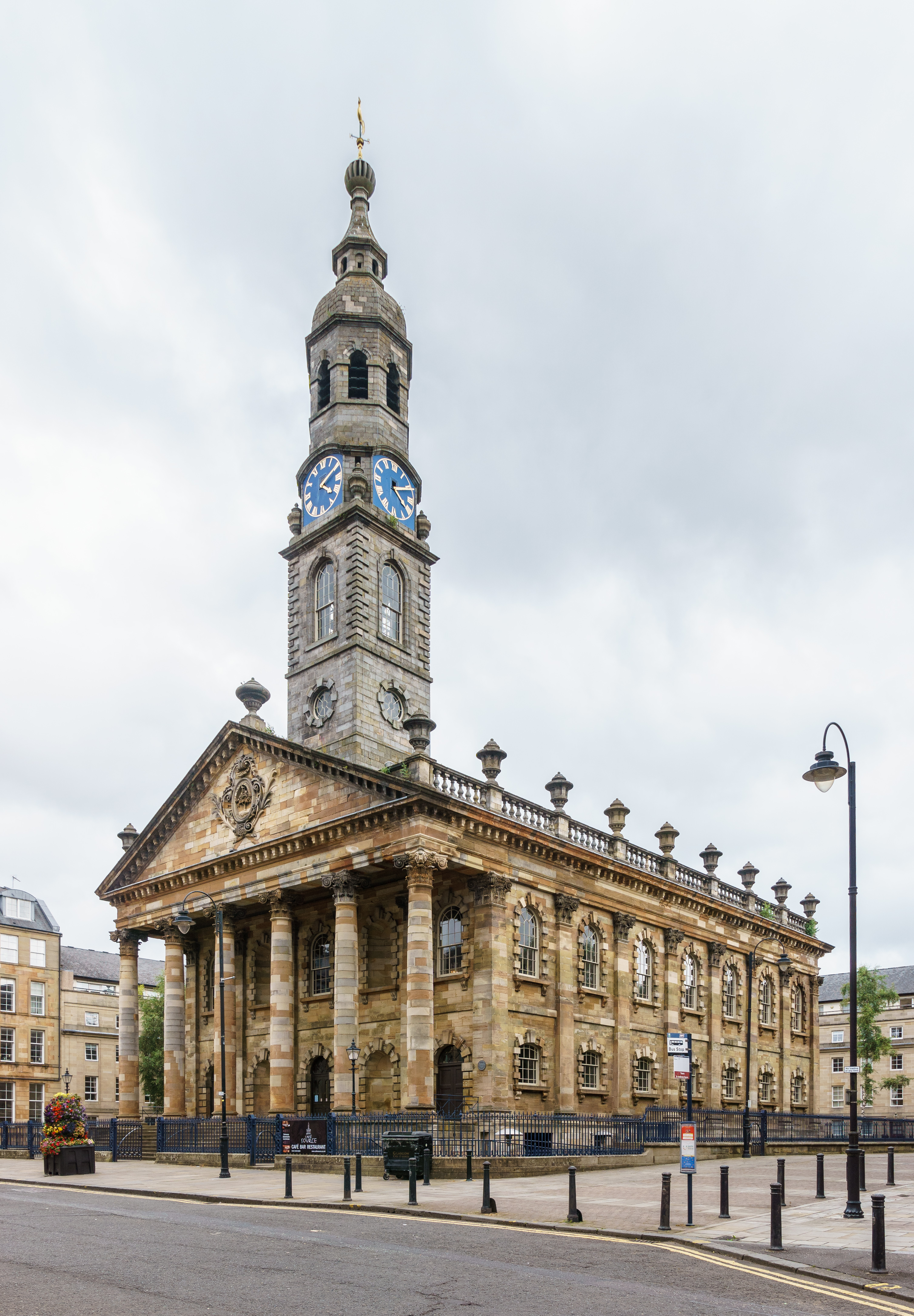
St Andrew’s in the Square

St Andrew’s in the Square ist ein ehemaliges Kirchengebäude und heutiges Veranstaltungsgebäude in der schottischen Stadt Glasgow. 1966 wurde das Bauwerk in die schottischen Denkmallisten in der höchsten Denkmalkategorie A aufgenommen.

## Geschichte
Der Bau der Kirche wurde 1739 begonnen und 1756 abgeschlossen. Der Entwurf Alan Dreghorns weist zahlreiche Parallelen zur Gestaltung der Londoner Kirche St Martin-in-the-Fields auf. Dreghorn, ein erfolgreicher Holz- und Bleikaufmann, besaß großen politischen Einfluss in der Stadt und hielt selbst verschiedene öffentliche Ämter. Vermutlich lieferte er auch das beim Bau verwendete Holz. Nur wenige Bauwerke Dreghorns sind bekannt, von denen St Andrew’s in the Square das prominenteste ist. Architektonisch läutete es eine neue Strömung schottischer Kirchenbauten ein. Die meisterhaften Steinmetzarbeiten leitete Mungo Naismith.
Die zwischenzeitlich profanierte Kirche wurde in den 1990er Jahren restauriert. Hierzu stellten verschiedene regionale und nationale Organisationen sowie die Europäische Union finanzielle Mittel bereit. Die Gesamtkosten der im Jahre 2000 abgeschlossenen Arbeiten beliefen sich auf rund 3,7 Millionen £. Es beherbergt nun das Centre for Scottish Culture.

## Beschreibung
St Andrew’s in the Square steht inmitten eines Platzes südöstlich des Glasgower Stadtzentrum. Ursprünglich außerhalb der Stadt gelegen, entwickelte sich der Platz mit den säumenden Häusern erst nach dem Kirchenbau. An der nordwestexponierten Frontseite springt ein Portikus mit sechs korinthischen Säulen und abschließendem Dreiecksgiebel vor. Darüber ragt der Kirchturm auf. Dieser besitzt zunächst einen quadratischen Grundriss, wird jedoch oberhalb der allseitigen Turmuhren oktogonal fortgeführt. Darauf sitzt eine geschwungene mit Laterne. Kolossale korinthische Pilaster gliedern die Seitenfassaden der Hallenkirche.